# Рондо (остров, Россия)
Рондо — небольшой остров в России. Один из Берёзовых островов. Расположен в Финском заливе Балтийского моря, к югу от входа в Выборгский залив, к западу от Северного Берёзового острова. Административно относится к Выборгскому району Ленинградской области.
Расположен в 5 морских милях к юго-востоку от мыса Крестового. В северной части острова был расположен маяк, представлявший собой круглую башню на железном каркасе высотой 15 футов.

## История
До 1950 года назывался Руонти (фин. Ruonti, швед. Rondö).
Во время Второй мировой войны в ночь с 26 на 27 июня 1944 года на остров Руонти была успешно проведена высадка советского десанта. 
9 июля 1944 года рано утром пост службы наблюдения и связи (СНиС) на острове Руонти обнаружил на выходе из шхер у мыса Ристиниеми (ныне Крестовый) немецкую подводную лодку «U-481» в надводном положении. Это донесение поставили под сомнение, так как не предполагали, чтобы противник мог послать лодки в мелководный стеснённый залив. 15 июля у острова Руонти состоялся бой подводной лодки «U-679» с советскими сторожевыми катерами «МО-104», «МО-105» и торпедным катером «ТК-57». 30 июля в 12 часов 45 мин немецкая подводная лодка «U-250» потопила советский сторожевой катер «МО-105» у северного входа в Бьёркезунд. Гибель «МО-105» наблюдал вахтенный сигнальщик с поста СНиС на острове Руонти, о чём было доложено в штаб обороны Койвисто, откуда к месту катастрофы сразу же был послан сторожевой катер «МО-103» под командованием гвардии старшего лейтенанта Александра Петровича Коленко. Вечером того же дня катер «МО-103» вступил у острова Руонти в бой с лодкой и уничтожил её. Воспоминания командира катера Александра Петровича Коленко были опубликованы в 1965 году под названием «Удар у острова Руонти».